# Casa de Susan S. y Edward J. Cutler
La Casa de Susan S. y Edward J. Cutler es una casa histórica en la ciudad de Providence, la capital del estado de Rhode Island (Estados Unidos). Fue construida en 1880

## Descripción
Es una estructura con forma de L de un piso y medio con entramado de madera, techo a dos aguas y un pórtico de un piso y un vestíbulo en el recodo de la L. La fachada frontal tiene un vano saliente rectangular, con paneles debajo de las ventanas y una limatesa entre corchetes techo. Los frontones frontales y laterales cuentan con carpintería decorativa estilo Stick. El techo del porche de entrada cuenta con palometas, a juego con el tramo delantero, y tiene una balaustrada de calado. El interior cuenta con boiserie victoriana tardía, yeserías y herrajes originales.
La casa fue construida en 1880, probablemente a partir de los planos de un libro de patrones publicado, y fue la primera que se construyó en una subdivisión relativamente nueva en el lado norte de Providence. Es un ejemplo bien conservado de una "cabaña pintoresca", un estilo popularizado por varios arquitectos del siglo XIX.
La casa fue incluida en el Registro Nacional de Lugares Históricos en 2015.